# Проституция в Колумбии
Проституция в Колумбии легальна, регулируется и ограничивается борделями в обозначенных «зонах терпимости». Секс-работники обязаны проходить регулярные медицинские осмотры. Однако законы применяются редко, а проституция широко распространена, отчасти из-за бедности и внутреннего перемещения.
Внутри страны организованные преступные сети, некоторые из которых связаны с незаконными вооруженными формированиями, несут ответственность за торговлю людьми в целях сексуального рабства, а вооруженный конфликт сделал уязвимым большое количество жертв внутренней торговли людьми.
По оценкам ЮНЭЙДС, в стране насчитывается 7 218 проституток.

## Незаконная проституция

### Детская проституция
Ряд факторов подвергает детей риску сексуальной эксплуатации в Колумбии и оставляет их без защиты. Война и торговля наркотиками изменили структуру семьи, которая в обычное время обеспечивала бы безопасность и заботу. Гражданская война также вызвала перемещение бесчисленных семей, некоторые из детей которых были солдатами на войне. Дети из числа перемещенных лиц особенно уязвимы для принуждения к проституции, особенно в условиях спада в экономике.
Представитель ЮНИСЕФ Карел де Рой сказал, что многим детским проституткам всего девять лет, а клиентами часто являются иностранцы среднего возраста. Он также сказал, что дети часто употребляли наркотики.
Сексуальная эксплуатация детей в коммерческих целях особенно распространена в городских центрах и в районах, где проживает большое количество мужчин, разлученных с семьями из-за работы. Дети вовлечены в коммерческую сексуальную эксплуатацию либо на улице, либо в частных заведениях, таких как бары, публичные дома или массажные салоны.
Культура насилия в Колумбии вызвала у населения чувство страха и покорности; насилие привело к детской проституции и детским бандам, что ещё больше усугубило ситуацию с насилием.
Колумбия также является местом для иностранных секс-туристов с детьми, особенно в прибрежных городах, таких как Картахена и Барранкилья.

### Секс-торговля
Колумбия — крупная страна происхождения женщин и девочек, вывозимых в Латинскую Америку, Карибский бассейн, Западную Европу, Азию и Северную Америку, включая США, в целях коммерческой сексуальной эксплуатации. Внутри страны женщин и детей вывозят из сельских в городские районы для коммерческой сексуальной эксплуатации.
Продолжающееся вооруженное насилие в Колумбии привело к перемещению многих общин, что сделало их уязвимыми для торговли людьми. К группам повышенного риска внутренней торговли людьми относятся перемещенные лица, бедные женщины в сельской местности и родственники членов преступных организаций.
Члены банд и организованных преступных сетей принуждают своих родственников и знакомых, а также перемещенных лиц — обычно женщин и детей — к проституции.
Многие торговцы людьми раскрывают сексуальный характер работы, которую они предлагают, но скрывают информацию об условиях работы, клиентуре, свободе передвижения и компенсации. Другие маскируют свои намерения, изображая себя модельными агентами, предлагая услуги брачных брокеров, предоставляя учебные программы или устраивая лотереи с бесплатными поездками в качестве призов.
Управление Государственного департамента США по мониторингу и борьбе с торговлей людьми оценивает Колумбию как страну «первого уровня».

### Ответ правительства
Правительство Колумбии прилагает усилия по борьбе с детской проституцией, принуждением к проституции, сексуальным рабством и торговлей людьми.
Колумбия запрещает все формы торговли людьми своим законом 985 о борьбе с торговлей людьми, который предусматривает минимальное наказание в виде тюремного заключения сроком от 13 до 23 лет.
Правительство Колумбии сотрудничает с иностранными правительствами в репатриации жертв торговли людьми и расследовании дел о торговле людьми.
Правительство улучшило усилия по предотвращению торговли людьми, запустив в октябре 2008 года широкомасштабную просветительскую кампанию под названием «Следующей жертвой могли быть вы». Кампания включала в себя телевизионные рекламные ролики, радиопередачи и печатную рекламу с участием популярного колумбийского телеведущего.
Однако бедность и насилие в стране создают среду, в которой процветает сексуальная эксплуатация. Многие жертвы торговли людьми отказываются помогать в судебном преследовании своих торговцев из-за страха репрессий.